# Afroleptomydas inopinus
Afroleptomydas inopinus är en tvåvingeart som beskrevs av Hesse 1969. Afroleptomydas inopinus ingår i släktet Afroleptomydas och familjen Mydidae. Inga underarter finns listade i Catalogue of Life.